# Ɔ̀
Cette page contient des caractères spéciaux ou non latins. S’ils s’affichent mal (▯, ?, etc.), consultez la page d’aide Unicode.
Ɔ̀ (minuscule : ɔ̀), ou O ouvert accent grave, est un graphème utilisé dans l’écriture du baka, du bakoko, du dii, du kako, du kwanja, du mambila, du mfumte, du moghamo, du mundani, et du ngiemboon.
Il s’agit de la lettre O ouvert diacritée d'un accent grave.

## Utilisation
Dans plusieurs langues tonales, ‹ ɔ̀ › représente un O ouvert avec un ton bas. Il ne s’agit d’une lettre à part entière, et elle placée avec le O ouvert sans accent ou avec une autre accent dans l’ordre alphabétique.

## Représentations informatiques
Le O ouvert accent grave peut être représenté avec les caractères Unicode suivants (latin étendu B, Alphabet phonétique international, diacritiques), :
| formes    | représentations | chaînes de caractères | points de code | descriptions                                              |
| --------- | --------------- | --------------------- | -------------- | --------------------------------------------------------- |
| capitale  | Ɔ̀               | Ɔ◌̀                    | U+0186 U+0300  | lettre majuscule latine o ouvert diacritique accent grave |
| minuscule | ɔ̀               | ɔ◌̀                    | U+0254 U+0300  | lettre minuscule latine o ouvert diacritique accent grave |